# Hinrich Schuldt
Pour les articles homonymes, voir Schuldt.
Hinrich Schuldt, né le 14 janvier 1901 et mort le 15 mars 1944 est un militaire allemand. Brigadeführer de la Waffen-SS durant la Seconde Guerre mondiale, il a été décoré de la croix de chevalier de la croix de fer avec feuilles de chêne et glaives.
Il est mort au combat, tué par une mine anti-char.